# Leptanilloides golbachi
Leptanilloides golbachi (лат.) — вид муравьёв из подсемейства Dorylinae (ранее в составе Leptanilloidinae и Dolichoderinae), включающий очень мелких представителей (длиной тела 1,1 — 1,7 мм).

## Распространение
Род характерен исключительно для Нового Света и встречается только в Неотропике (Аргентина, Бразилия).

## Классификация
Вид, описанный Н.Кузнецовым в 1953 году по нескольким самцам из Аргентины, был выделен в монотипический род Amyrmex. В 2009 году он был вновь обнаружен (Ward & Brady, 2009) и после дополнительного исследования ядерных ДНК перенесён из подсемейства Dolichoderinae в подсемейство Leptanilloidinae.
В 2014 году на основе молекулярно-филогенетического исследования было предложено (Brady et al.) снова включить все дориломорфные подсемейства (Aenictinae, Aenictogitoninae, Cerapachyinae, Ecitoninae и Leptanilloidinae) в состав расширенного таксона Dorylinae S.l..
В 2016 году проведена родовая ревизия дорилин (Borowiec, 2016) в ходе которой таксоны Amyrmex и Asphinctanilloides синонимизированы с Leptanilloides.